# Список дипломатичних місій Придністров'я
Список дипломатичних місій Придністров'я — перелік дипломатичних місій (посольств) і генеральних консульств Придністров'я в країнах світу.
Згідно із законодавством Молдови, Придністров'я має статус Автономного територіального утворення з особливим правовим статусом. Його незалежність не визнає жодна країна-член ООН, лише кілька держав з невизначеним статусом (Абхазія, Південна Осетія та Нагірний Карабах). 

## Список
- Республіка Абхазія
  - Сухумі (представництво)[1]
- Південна Осетія
  - Цхінвалі (представництво)[2]